# چهار نفر در بانک
چهار نفر در بانک (آلمانی: Vier gegen die Bank) فیلمی کمدی جنایی محصول سال ۲۰۱۶ سینمای آلمان به کارگردانی ولفگانگ پترسن است. این اولین فیلم آلمانی زبان پترسن پس از کشتی در سال ۱۹۸۱ و آخرین فیلم او به عنوان کارگردان قبل از مرگش در سال ۲۰۲۲ بود.

## داستان
چهار مرد که از رفتار بانک ناراضی هستند به هم می‌پیوندند تا از بانک بدزدند.